# Los Cabos
Los Cabos est une municipalité mexicaine de Basse-Californie du Sud dont le siège est San José del Cabo.

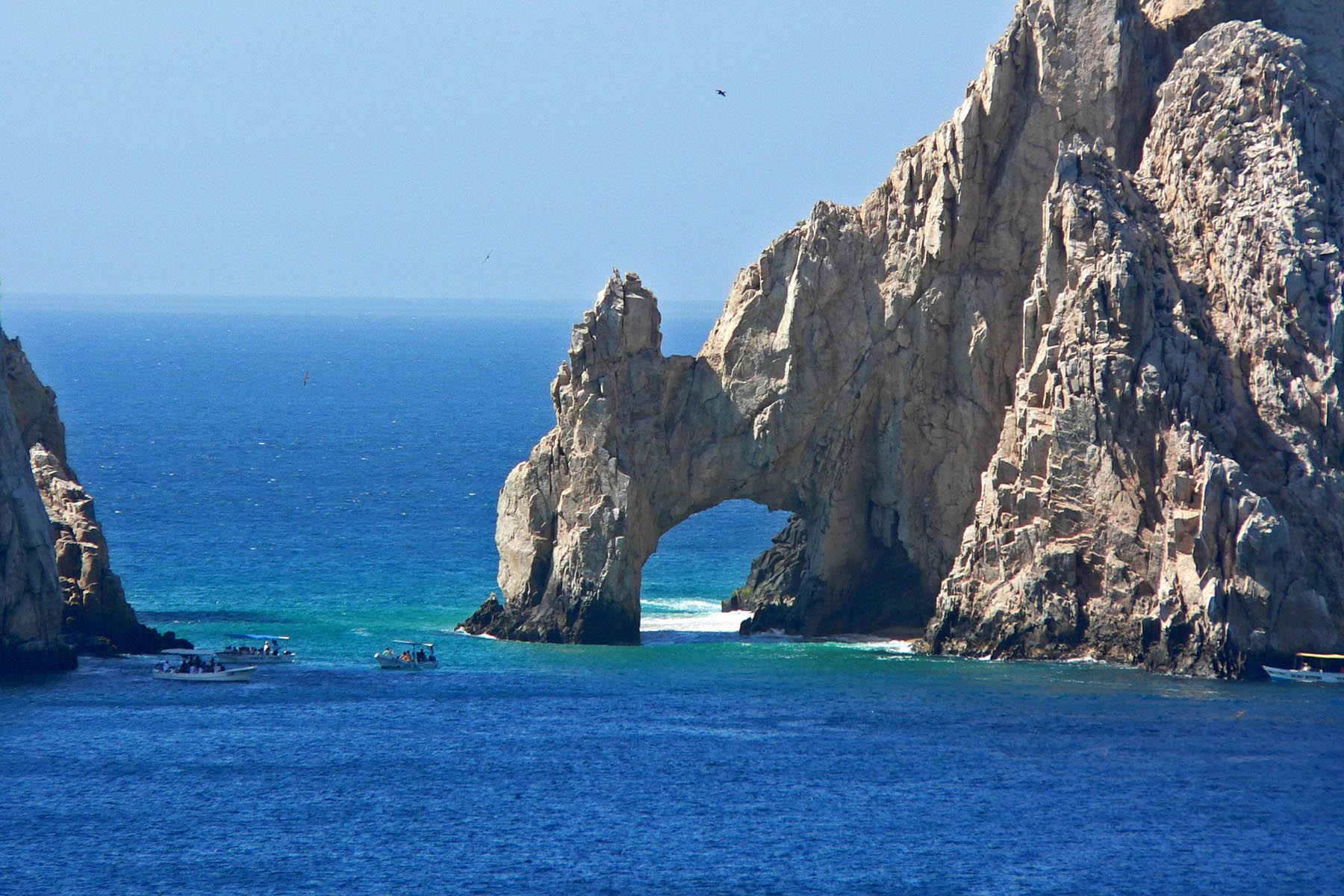

## Géographie

### Situation
La municipalité est située à la pointe sud de la péninsule de Basse-Californie. Elle est bordée par l'océan Pacifique et le golfe de Californie. Elle est limitrophe de la municipalité de La Paz au nord et au nord-ouest.

## Politique et administration
La municipalité est dirigée par un maire (président municipal) et un conseil, élus pour un mandat de trois ans.
| Période | Période  | Identité                     | Étiquette | Qualité |
| ------- | -------- | ---------------------------- | --------- | ------- |
| 2011    | 2015     | José Antonio Agúndez Montaño | PRD       |         |
| 2015    | 2018     | Arturo De la Rosa Escalante  | PAN       |         |
| 2018    | 2021     | Jesus Armida Castro Guzman   | Morena    |         |
| 2021    | en cours | Oscar Leggs Castro           | Morena    |         |

## Culture et patrimoine
Chaque année s'y tient un Festival international du film (en).